# Rodern (AOC)
Le rodern, ou alsace Rodern, est un vin rouge produit avec du pinot noir, l'essentiel sur une partie de la commune de Rodern et une petite partie sur celle de Saint-Hippolyte, dans le Haut-Rhin. L'aire de production encadre celle du grand cru gloeckelberg.
Il s'agit d'une dénomination géographique complémentaire créée en octobre 2011 au sein de l'appellation alsace.
Selon les Douanes, la superficie revendiquée en 2023 sous la dénomination est de 3,32 hectares. La production déclarée en 2023 a été de 189 hectolitres de rouge (un hectolitre = 100 litres = 133 bouteilles de 75 cl).
Le rendement maximum autorisé par le cahier des charges en rouge est de 60 hectolitres par hectare avec comme rendement butoir 66 hl/ha. En 2023, le rendement moyen a été de 57 hl/ha.